# Nereis garwoodi
Nereis garwoodi är en ringmaskart som beskrevs av Gonzalez-Escalante och Salazar-Vallejo 2003. Nereis garwoodi ingår i släktet Nereis och familjen Nereididae. Inga underarter finns listade i Catalogue of Life.